# Tiangko
Tiangko is een bestuurslaag in het regentschap Merangin van de provincie Jambi, Indonesië. Tiangko telt 859 inwoners (volkstelling 2010).